# Clay Center (Ohio)
Clay Center es una villa ubicada en el condado de Ottawa en el estado estadounidense de Ohio. En el Censo de 2010 tenía una población de 276 habitantes y una densidad poblacional de 102,76 personas por km².

## Geografía
Clay Center se encuentra ubicada en las coordenadas 41°34′24″N 83°21′51″O / 41.57333, -83.36417. Según la Oficina del Censo de los Estados Unidos, Clay Center tiene una superficie total de 2.69 km², de la cual 2.69 km² corresponden a tierra firme y (0%) 0 km² es agua.

## Demografía
Según el censo de 2010, había 276 personas residiendo en Clay Center. La densidad de población era de 102,76 hab./km². De los 276 habitantes, Clay Center estaba compuesto por el 98.19% blancos, el 0% eran afroamericanos, el 0% eran amerindios, el 0% eran asiáticos, el 0% eran isleños del Pacífico, el 1.09% eran de otras razas y el 0.72% pertenecían a dos o más razas. Del total de la población el 5.8% eran hispanos o latinos de cualquier raza.